# ديلي أودولي
ديلي أودولي (من مواليد 23 نوفمبر 1961) هو ممثل ومنتج سينمائي نيجيري. تم ترشيحه في فئة «أفضل ممثل مساعد (باليوروبا)» في جوائز نوليوود للأفضل عن دوره في فيلم «كوري كوتو». يشغل حاليًا منصب رئيس جمعية الممارسين لفنون المسرح والأفلام في نيجيريا.

## النشأة والتعليم
ولد ديلي في بلدة أورو إيجيبو بولاية أوجون النيجيرية في عام 1961، حيث تلقى تعليمه الأساسي والثانوي. وهو حاصل على شهادة الصف الثاني من كلية تدريب المعلمين، وانتقل إلى جامعة إبادان بولاية أويو حيث درس فنون المسرح.

## مسار مهني مسار وظيفي
بدأ ديلي التمثيل في مجموعة درامية تسمى «مجموعة أولوكو المسرحية» تحت إشراف موكايلا أديبيسي. ظهر لأول مرة في عام 1986 قبل أن يظهر في دائرة الضوء بعد تألقه في فيلم بعنوان «تي أولوا ني إيل». ومنذ ذلك الحين شارك في أكثر من 200 فيلم.